# David Tepper

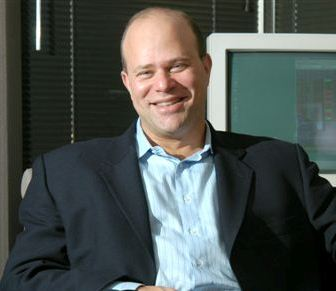
David Tepper, 2006.

David Alan Tepper, född 14 september 1957 i Pittsburgh i Pennsylvania, är en amerikansk företagsledare som medgrundare, president och VD för hedgefonden Appaloosa Management, L.P. Han är också ägare för Carolina Panthers i National Football League (NFL) efter att ha betalat $2,275 miljarder för den i maj 2018. Mellan 2009 och 2018 ägde han 5% av Pittsburgh Steelers i samma liga. Innan han var med och starta Appaloosa, arbetade han för The Goldman Sachs Group.
Han avlade en kandidatexamen vid University of Pittsburgh och en master of business administration vid Carnegie Mellon University.
Den amerikanska ekonomitidskriften Forbes rankar Tepper till att vara världens 135:e rikaste med en förmögenhet på $11 miljarder för den 10 juni 2018.